# Regolit
Regolit je mrvljeni materijal na baznoj stijeni. Izvorno se koristio u geologiji Zemlje, ali je danas poznatiji po korištenju u planetarnoj geologiji i astronomiji.
Može se sastojati od sedimenata, mrvljenih i vodom modificiranih stijena, te stvrdnutih naslaga. Važan je faktor svake površine, ali maskira temeljnu stijenu i onemogućava daljinsko ispitivanje mineralnih resursa podloge.
Regolit nije isto što i tlo jer nema organsku komponentu i u razvitku mu nisu sudjelovali biološki procesi. Tla nastaju kombiniranim fizikalnim, kemijskim i biološkim procesima.
Najbolje ispitan regolit je onaj Mjesečev. Regolit drugih tijela bez atmosfere bliskih Suncu sličnih je svojstava, a na udaljenim tijelima sastav i svojstva mu prate geološki razvoj nebeskih tijela na toj udaljenosti od Sunca.

## Vanjske poveznice
- Lunar Regolith and Fragmental Breccias  Arhivirana inačica izvorne stranice od 15. veljače 2006. (Wayback Machine)